# San Gabriel Mixtepec
San Gabriel Mixtepec là một đô thị thuộc bang Oaxaca, México. Năm 2005, dân số của đô thị này là 3930 người.